# رماسيات
الرَّمَّاسيَّات أو الخفافيش ذات الأجنحة الكيسية أو خفافيش غمدية الذيل (الاسم العلمي Emballonuridae)، فصيلة خفافيش تضم 51 نوع، توجد في المناطق الاستوائية وشبه الاستوائية في جميع أنحاء العالم.وتحوي بعض أصغر أنواع الخفافيش، التي تراوح من 3.5 إلى 10 سم في طول الجسم. هي عمومًا ذات الألوان بنية أو الرمادية، على الرغم من أن الخفافيش الشبح (جنس Diclidurus) بيضاء اللون.

## الأجناس
من أجناسها:
- رماس